# Pel·lícula en color

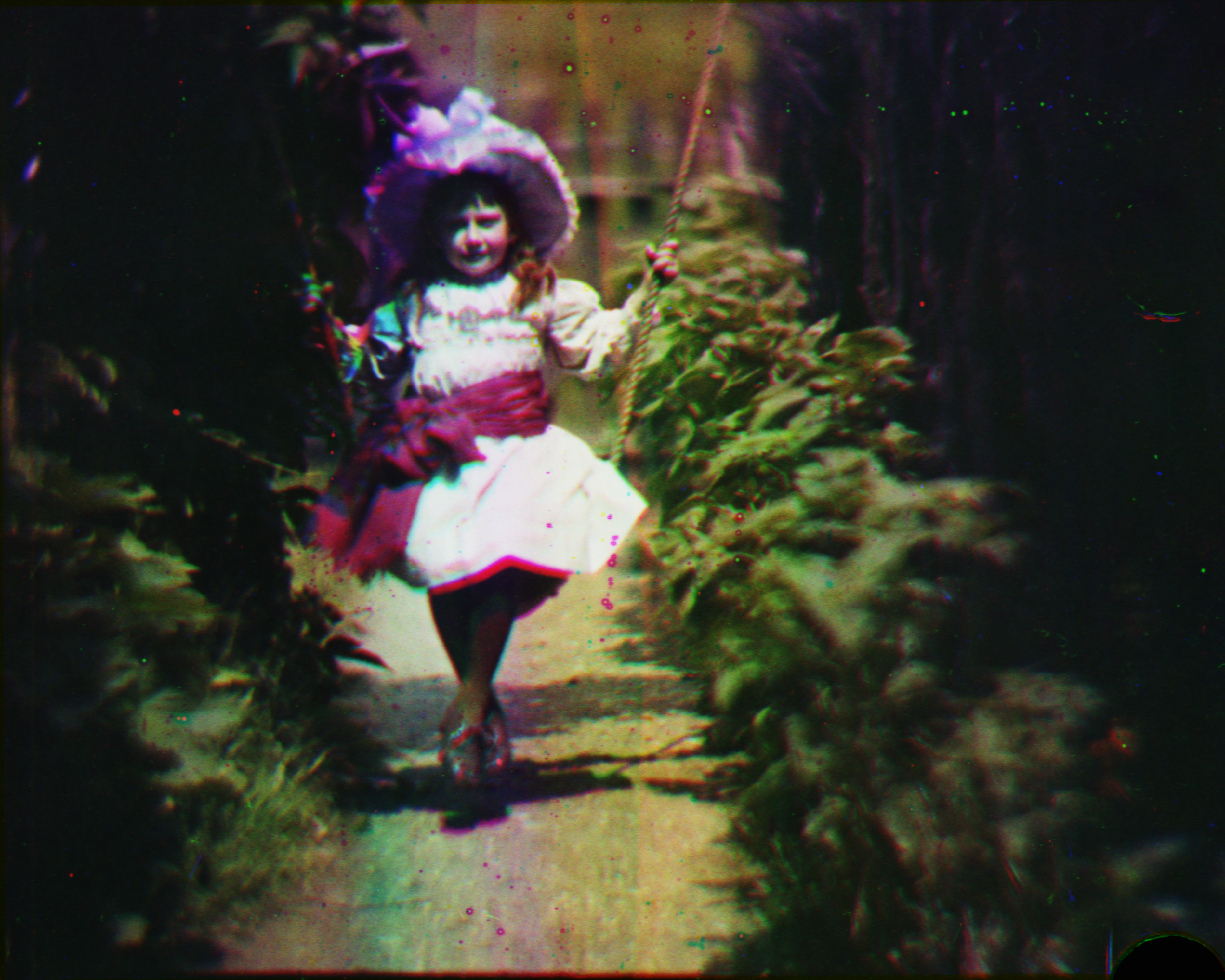
Fotograma d'una pel·lícula de prova de Raymond Turner (1902)

El terme pel·lícula en color es refereix tant a una pel·lícula cinematogràfica en color com un film amb imatges en color enllestit i disponible per a la seva projecció.

## Història
El desig de reproduir els colors de la vida o de la imaginació va ser una constant des de les primeres experimentacions d’imatges en moviment. Al llarg dels primers quaranta anys de la cinematografia en blanc i negre (des dels 1890 fins als 1930) i fins que es van desenvolupar les emulsions en color, aquest es va obtenir per múltiples sistemes, per exemple aplicant-lo directament a les còpies en blanc i negre (tintant-les o sotmetent-les a banys químics) o mitjançant filtres de colors en el moment de la projecció. L’obsessió pel color va caracteritzar el cinema mut des del primer moment.
Al començament del cinema hi havia dos procediments per obtenir el color. Un en què s'aplicaven els colors després del revelat de la pel·lícula, i un altre a través del qual aquests s'obtenien durant la fase de rodatge i la de projecció. I les dues tècniques sempre sobre una pel·lícula en blanc i negre.

### Coloració després delrevelat

#### Coloració manual
Les primeres pel·lícules eren ortocromàtiques, és a dir, capturaven la llum blava i verda, però no la vermella, que només podia ser capturada amb pel·lícula pancromàtica. Això dificultava l'obtenció d'imatges en color, i es van començar a utilitzar tintats d'anilina per crear color artificial. Això es duia a terme en el procés de la coloració manual, un sistema policromàtic que intentava imitar els colors de la realitat en les pel·lícules. El seu procediment consistia en l’acoloriment fotograma a fotograma amb un pinzell fi i colors transparents i lluminosos a base d'anilines dissoltes en aigua o alcohol. Un cop l’acoloriment n’establia la gamma, amb l’ajut d’una lent d’augment, cada obrer hi aplicava un sol color. Introduït com un efecte visual, aquesta va ser una tècnica especialment utilitzada en els films de trucs, de fades o de danses. Eren les versions de luxe dels films que majoritàriament es distribuïen en blanc i negre i s’anunciaven a la premsa amb grans elogis. Alguns cinemes fins i tot ja es van especialitzar en programes “a tot color”, com ara el cinematògraf Martí de Barcelona.

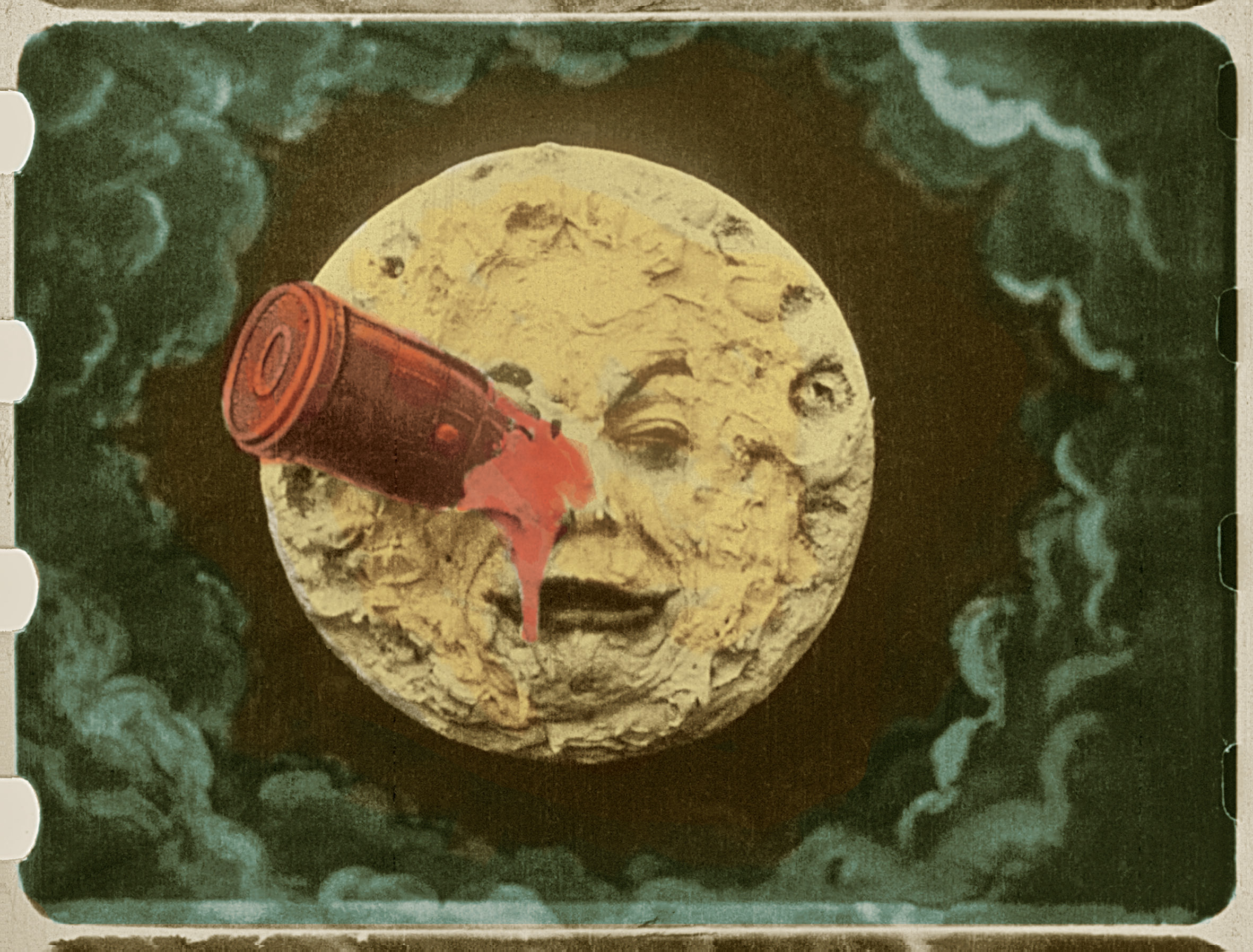
Fotograma pintat a mà de Le Voyage dans la lune (1902) de Méliès

Però, degut a les complicacions tècniques a l’aplicar els colors causades per la petita mida de la pel·lícula i la imatge, d’una superfície menor a 3cm, el gran nombre de fotogrames per minut de metratge (quasi 1000) i la dilució no homogènia dels colorants la coloració manual es va convertir en un treball molt precís, ardu i tediós. Va resultar en una tasca en cadena, que s’encarregava a dones i a infants, amb sous més baixos. Conseqüentment, aquest va ser un sistema emprat només els primers anys del cinema, fins al 1906, ja que amb l’augment del metratge se’n va relegar l’ús a detalls i es va començar a utilitzar un sistema de retall de plantilles manual o mecanitzat.
Aquest mètode es va aplicar per primer cop en les primeres pel·lícules d'Edison, en la sèrie Anabelle Butterfly Dance (1894), i destaca en les primeres obres de principi de segle XX de Segundo de Chomón, com Le roi des dollars (1905), i en les de Méliès, com La danse du feu (1899) i Le Voyage dans la Lune (1902), la qual va ser colorada fotograma a fotograma per un grup de més de vint dones, seguint un model de producció en línia.

#### Coloració perestergit
La tècnica de l'estergit, també anomenada pochoir o stencil, és un sistema policromàtic, que intenta imitar els colors de la realitat en les pel·lícules, basat en les tècniques d'estampació de papers pintats o de teixits. El procediment consistia, primer, en retallar a mà els detalls triats per pintar en diferents matrius de cel·luloide sobre còpies positives; normalment sis plantilles, una per cada color. Després, se submergien en un bany desgelatinador i en resultaven unes pel·lícules transparents retallades per cada color, les matrius. Quan aquestes es superposaven sobre la pel·lícula final sense colorejar, només apareixia la silueta que rebia el color, el qual s’aplicava amb l’ajuda d’un pinzell o cotons tintats amb el color desitjat. Aquesta operació era portada a terme repetides vegades per cada color escollit.

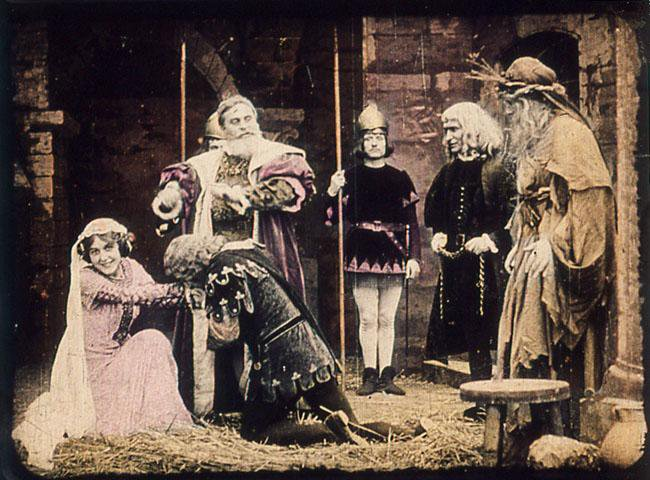
Fotograma d'un film processat amb Pathécolor

Pels volts del 1906, el procés es va mecanitzar i la productora francesa Pathé va introduir i patentar el Pathécolor. Resumidament, el seu funcionament es basava, per una banda, en una màquina que retallava les plantilles a través d’un pantògraf i, per altra banda, en un sistema de rodets i una cinta sense fi de vellut impregnada de color que aplicava l’acoloriment.
Durant el 1911 i 1912, Segundo de Chomón va crear el sistema de color directe Cinemacoloris a Barcelona, una variació del Pathécolor en la qual el retall de plantilles era manual, però l’acoloriment, mecanitzat. En destacava la precisió dels contorns i el to natural de les pells en les projeccions, gràcies al bany de tenyit rosa pàl·lid al qual sotmetien les pel·lícules. El seu èxit, però, es va veure minvat per la popularització a l'estranger d'altres sistemes de coloració com el Kinemacolor, al Regne Unit, o el Chronochrome, explotat per la productora Gaumont, a França.
Malgrat que la coloració per estergit va ser popular durant la dècada del 1920, es conserven poques pel·lícules colorides amb aquesta tècnica, ja que es solia aplicar en metratges de gènere fantàstic o documental. Algunes de les pel·lícules que se’ls va aplicar Pathécolor van ser Le scarabée d’or (1907), de Segundo de Chomón i Le pied du mouton (1907), d'Albert Capellani. Altres films acolorits amb Cinemacoloris van ser L’iris fantastique (1911), Pouce (1911), Burgos (1911) i Superstition andalouse (1912).

#### Coloració pertintatgeiviratge
Les tècniques del tintatge o tenyit i el viratge o virat són sistemes monocromàtics que es desenvolupen paral·lelament amb la coloració per estergit, més complexa que aquests mètodes.
Per una banda, el tenyit, una tècnica molt senzilla i tradicional, va esdevenir el mètode d’acoloriment més utilitzat durant el període de cinema mut (fins a finals dels anys 1920), el qual dotava a les pel·lícules d’alguns tons, encara que fos un de sol. El tintatge s’executava per imbibició del film positiu en blanc i negre dins de cubetes amb una dissolució d'aigua, àcid acètic i colorants àcids que produïen una reacció química en la pel·lícula, tot portat a terme en un laboratori. Un cop la pel·lícula era rentada i eixugada, les parts transparents agafaven el color de la imbibició, mentre que les negres mantenien la seva foscor. Aquest mètode va ser aplicat en films com Malombra (1917), de Carmine Gallone, i Jön az öcsém (1919), de Michael Curtiz.
Per altra banda, el viratge, tot i assemblar-se el procés amb el tenyit, diferien per l'efecte contrari que produïa en la pel·lícula. La tècnica del virat es diferenciava per un procés més complex, que implicava la transformació de les sals de plata del film positiu en sals metàl·liques colorides. El procediment també consistia en la imbibició del film per diversos banys químics, però en el primer dels quals es blanquejava la imatge i en el segon es feia reaccionar. Això provocava que les parts transparents i blanques mantinguessin el seu to original, mentre que la part de gammes grises i negres absorbia el color de la imbibició, aconseguint l'efecte contrari que el tenyit. Aquest mètode pot ser vist en films com Mamán Poupée (1919), de Carmine Gallone, i Nosferatu, eine symphonie des grauens (1922), de F. W. Murnau.

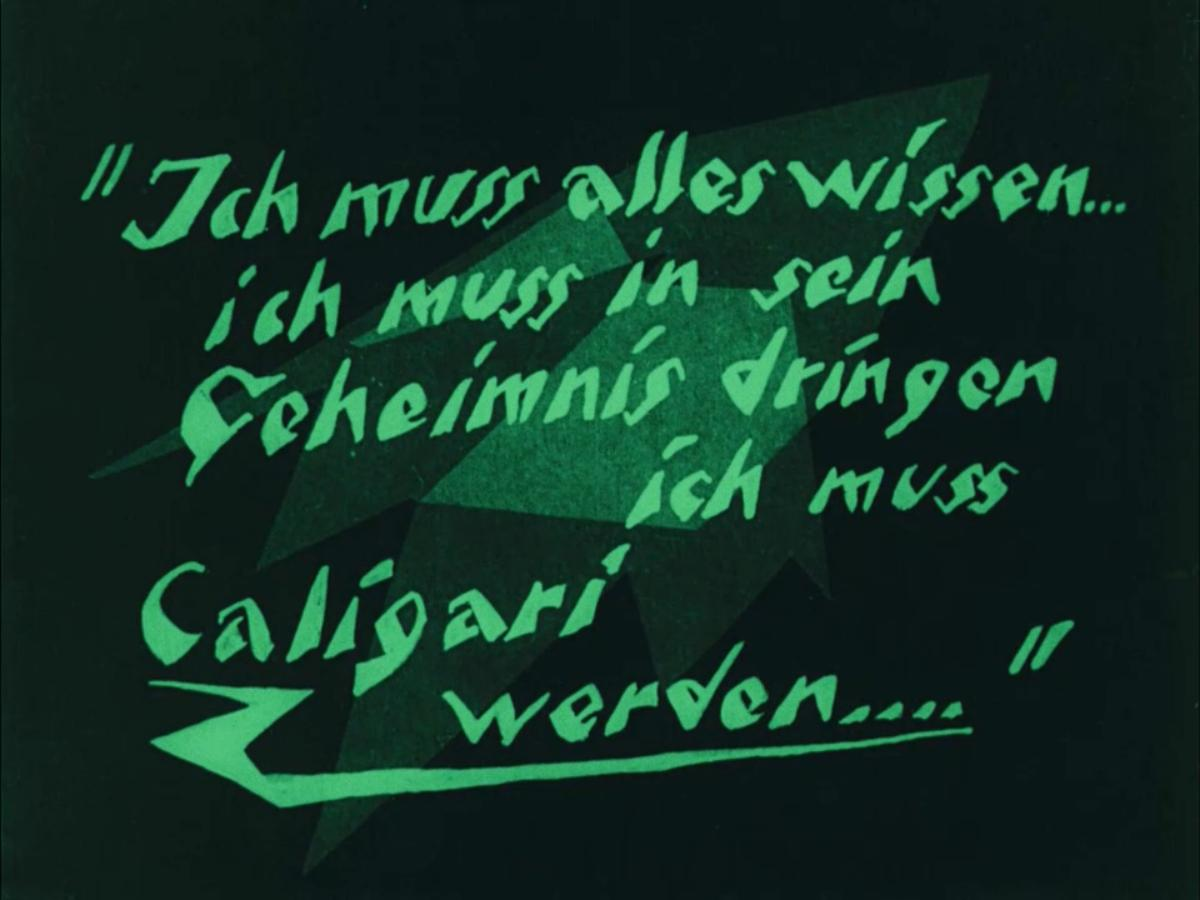
Intertítol tintat de verd de Das Cabinet des Dr. Caligari (1920)

Per tant, a diferència dels sistemes policromàtics, aquestes tècniques monocromàtiques, més que emular els colors naturals, els aplicaven per emfatitzar una situació lumínica o un estat d’ànim en la narració del metratge. Per exemple, es tenyia de groc la pel·lícula si l'escena transcorria de dia, de blau per simular la nit, o de vermell per destacar l’aparició del foc. Un altre cas és el de la casa Pathé, que va establir que els rètols de les seves pel·lícules fossin tenyits en vermell, el qual es va convertir en una altra marca de la casa. Va ser així com es van començar a combinar i superposar les tècniques del viratge i el tenyit en els mateixos films per produir uns efectes espectaculars per l’època. Això és vist en diversos films de l'Itala Film, com Cabiria (1914) i Il fuoco (1915), ambdues de Giovanni Pastrone i acolorides per Segundo de Chomón.
Amb tot això, a partir d’aquests mètodes es van desenvolupar i patentar nous sistemes mecanitzats. Alguns d’aquests van ser el Chomón-Zollinger i el procés de color Handschiegl.
El primer, basat en el Kinemacolor anglès i creat per Chomón i l'enginyer suís Ernest Zollinger, era un sistema bicromàtic de tintatge mecanitzat, el qual aplicava la pancromatització als negatius per augmentar-ne la sensibilitat. Posteriorment, després d’utilitzar filtres durant el rodatge, es tenyien les còpies a partir d’una màquina motoritzada o manual que alternava el tenyit entre vermell ataronjat i verd. Així és com aquest procediment permetia recrear el color real dels elements i persones filmades a 32 imatges per segon.
I el segon sistema, creat per Max Handschiegl, aconseguia tenyir certs elements del fotograma barrejant el mètode del tenyit amb un posterior estergit, com és vist en Phantom of the Opera (1925), en què l’únic color que apareix és el vermell en la capa que vesteix d’un dels personatges. La primera pel·lícula en utilitzar aquest sistema va ser Joan The Woman (1916), de Cecil B. DeMille.
Inclús, per tal d’agilitzar el procés, a partir del 1920, es comercialitzaven estocs de pel·lícula positiva ja pretenyida, amb la qual cosa s’evitava el procés d'imbibició i els colors eren més homogenis. Alguns fabricants de pel·lícula verge, com ara Pathé o Kodak, oferien catàlegs de fins a dotze coloracions diferents.

### Coloració durant les fases derodatgeiprojecció

#### Coloració basada en lasíntesi additiva de color
Aquests sistemes d’acoloriment es sustentaven en la teoria física de la tricromaticitat a partir de la síntesi additiva del color. Aquesta rau en la capacitat d’obtenir tota la gamma de colors visibles a partir de la tricromia, és a dir, la superposició dels tres colors primaris; vermell, verd i blau. La combinació d’intensitat proporcional d’un color amb un altre resulta en els colors additius secundaris; cian, magenta i groc; i amb la mescla dels tres primaris s’obté el blanc. A partir d’aquests resultats, la variació d’intensitat de cada color primari durant la barreja permet projectar tot l'espectre cromàtic. Aquest teorema explica el sistema tricolor RGB.
Aquesta teoria, ja aplicada en tècniques de projecció de fotografies durant el segle xix, com les del físic J. C. Maxwell, va ser portada a terme en el cine per primer cop pel fotògraf William Friese-Greene a Anglaterra, durant l'última dècada del segle XIX. El seu sistema, el procediment Friese-Greene, es basava en tenyir alternativament els fotogrames de la pel·lícula amb els tres colors primaris per després projectar-la i que la barreja cromàtica a alta velocitat creés la il·lusió òptica de la coloració completa de les imatges. Malgrat tot, aquest sistema no va prosperar degut a uns resultats no gaire precisos i complicacions tècniques.

##### Sistemes deprojecció

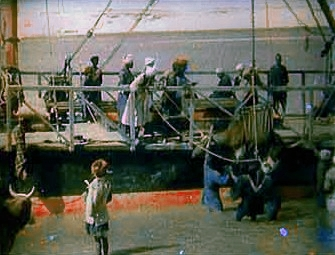
Fotograma colorit amb Kinemacolor de Un rêve en coleur de George Albert Smith

Anys després, l'enginyer anglès George Albert Smith va desenvolupar el primer sistema de coloració durant la projecció, el Kinemacolor (1908), basat en un mètode més complex desenvolupat el 1899 per Edward Raymond Turner. El Kinemacolor es basava en la reproducció de la pel·lícula amb un projector convencional modificat amb un obturador bicromàtic de dues fulles amb un filtre acolorit cadascuna, vermell i verd, deixant de banda la tricromia. Aquest obturador s’accionava a 32 fotogrames per segon, per tal d’igualar els 16 fotogrames de l’època, degut a què la il·lusió òptica de la coloració completa es complís amb els dos filtres colorits. Aquesta tècnica va ser el primer sistema de coloració que es va patentar i comercialitzar. Centenars de pel·lícules van ser projectades amb Kinemacolor, tal com Rive del Nilo (1911).
Conseqüentment, a França, l’industrial León Gaumont va presentar la nova competència del Kinemacolor, el Chronochrome (1913). Aquest sistema de coloració es fonamentava també en la reproducció a 16 fotogrames per segon de la pel·lícula a través d’un projector especial tricromàtic, format per una triple lent de tres filtres acolorits, verd, blau i vermell. Aquesta tècnica, més precisa que el Kinemacolor, va ser considerada com el primer sistema de coloració que aconseguia reproduir la totalitat de l'espectre cromàtic a partir de la síntesi additiva de color.
Tot i així, tant el Kinemacolor com el Chronochrome presentaven grans desavantatges i complicacions tècniques que en van dificultar el seu ús generalitzat. Ambdós sistemes presentaven adversitats com l'excessiva absorció lumínica dels filtres, l’alta consumició elèctrica perquè el projector il·luminés suficientment, la falta de nitidesa de les imatges, l'especialització tècnica necessària dels projeccionistes i el requeriment del doble d’extensió de metratge convencional.

##### Sistemes de modificació de lapel·lícula

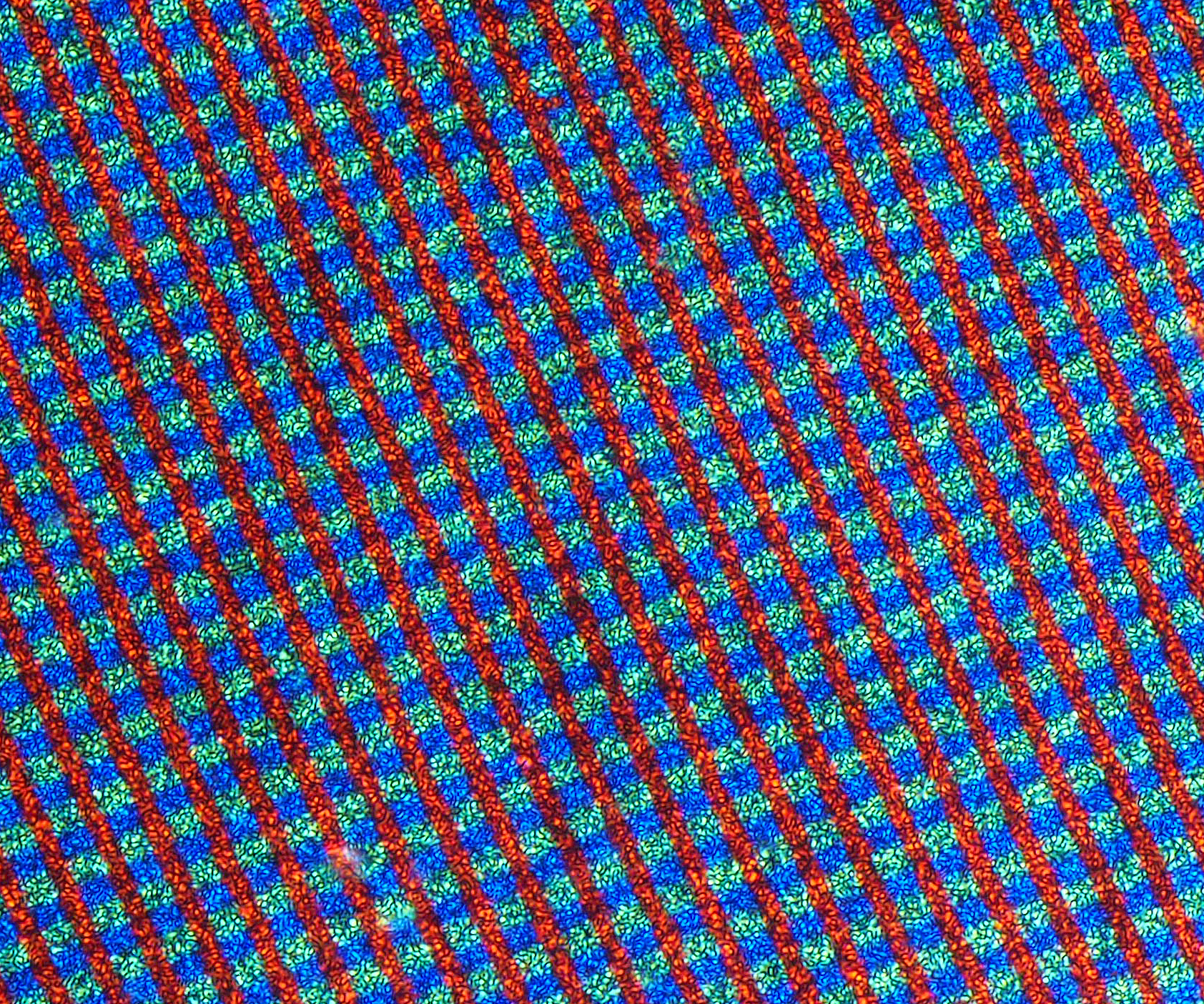
Mosaic colorit de la pel·lícula de Dufaycolor

Paral·lelament, durant els mateixos anys, ja es van desenvolupar altres mètodes de coloració basant-se en la creació d'una pel·lícula amb tot el color incorporat i imprès. Aquesta cerca es va materialitzar per primer cop amb el sistema Dufaycolor (1908), inventat pel francès Louis Dufay. Aquest procés es basava en l’aplicació a la pel·lícula d'un mosaic uniforme de petites taques de color creades per línies vermelles, verdes i blaves, una xarxa per la qual es pogués filtrar la llum. Al mirar-se la cinta projectada des d'una certa distància, el patró es fusionava en la vista de l'espectador per formar una varietat de tonalitats, semblants als punts de les pintures de puntillisme. Inicialment, aquest sistema es va aplicar en la projecció de fotografies estàtiques, àmbit en el qual fracassa. Però, al utilitzar-se per imatges en moviment, el Dufaycolor va resultar ser sorprenentment fidel i eficient en la coloració; a part que la seva pel·lícula podia ser utilitzada per filmar en qualsevol càmera i reproduir en qualsevol projector. Per tant, gràcies a la seva versatilitat i baix cost, el sistema va esdevenir una alternativa pràctica i econòmica a Technicolor; aquesta tècnica va ser explotada per diferents productores i en van produir varietats d’aquesta.
Durant la dècada dels anys 1930 i 1940, anys de la seva màxima popularitat, el Dufaycolor es va utilitzar principalment en documentals, pel·lícules experimentals i films domèstics. Això va ser degut a l'aparició del cinema sonor, que va limitar l'aplicació d'aquests sistemes de coloració degut a les complicacions tècniques que afegia, a més de la sincronització audiovisual, i l'interès per les representacions realistes, les quals no encaixaven amb aquest tipus d'acoloriment. D’entre les obres filmades amb Dufaycolor, destaquen el documental The Coronation of Their Majesties King George VI and Queen Elizabeth (1937) i el film experimental A Colour Box (1935), de Len Lye. Cal afegir que un altre sistema destacat de coloració de funcionament bastant similar al Dufaycolor va ser el Autochrome (1903), patentat pels germans Lumière i utilitzat principalment en fotografia.

#### Coloració basada en lasíntesi subtractiva de color
Aquests sistemes d’acoloriment es sustentaven en la teoria física de la tricromaticitat a partir de la síntesi subtractiva de color, l’oposada a l'additiva. Aquesta es basa en el principi d’obtenir tota la gamma de colors visibles a partir de la capacitat d’absorció dels tres colors additius complementaris, els subtractius primaris; cian, magenta i groc. La combinació d’intensitat proporcional d’un color amb un altre resulta en els colors subtractius secundaris, els equivalents als additius principals; verd, vermell i blau; i amb la mescla dels tres subtractius primaris s’obté el negre, l’absència de color. A partir d’aquests resultats, la variació d’intensitat de cada color primari durant l’absorció permet projectar tot l'espectre cromàtic.
Aquesta teoria, ja ideada per un dels inventors pioners de la fotografia, Louis Ducos du Hauron, a mitjans del segle xix, era aplicada en els sistemes d'impressió fotogràfica, que funcionaven a partir del sistema de pigmentació CMYK. Però, l’aplicació de la coloració basada en aquesta mateixa teoria al cinema va resultar en tot un repte tècnic, principalment causat pel limitat mida de la pel·lícula, de sols 3 cm. És per això que en els sistemes més primigenis es van utilitzar sistemes bicromàtics.

##### Sistemes bicromàtics

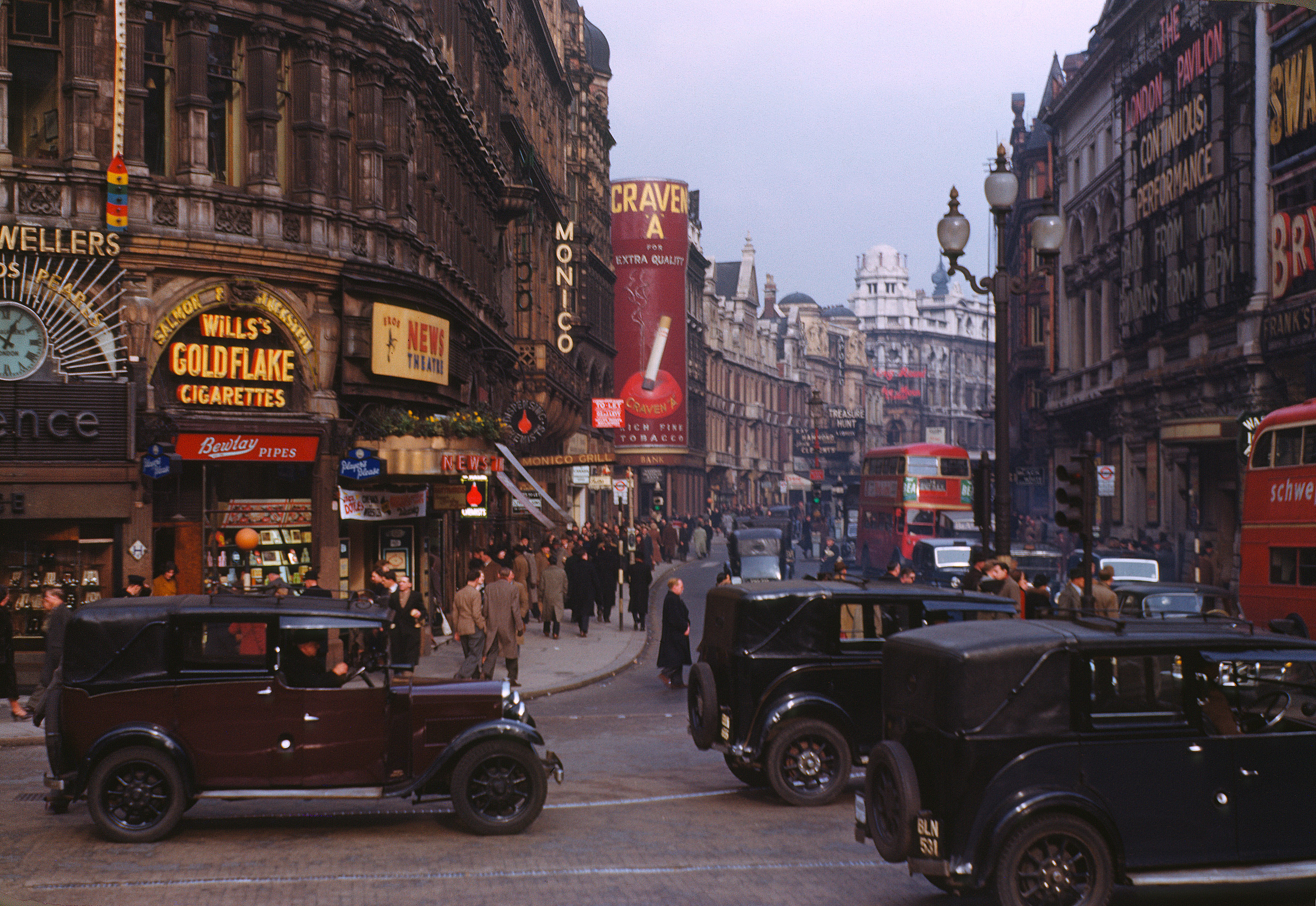
Fotografia de Londres (1949) feta amb pel·lícula Kodachrome

El primer sistema de coloració subtractiva aplicada al cinema per primer cop és el Cinecolorgraph (1912). Arturo Hernandez-Mejia, l’inventor, va fonamentar el seu mètode en l’ús d’una càmera especial equipada amb un dispositiu capaç de separar els rajos de llum durant la filmació per exposar dos fotogrames alhora a través d’uns filtres vermell i verd. Així, a través d’una impressora especial que imprimia els negatius alternativament, tots els exposats en vermell eren impresos en un costat de la pel·lícula i tots els verds en un altre, tot cobrint-los d'emulsió i fent coincidir així els mateixos fotogrames exposats en diferents colors. Finalment, les imatges exposades en vermell eren tenyides amb un verd blavós i les verdes amb un vermell ataronjat, per tal que l’absorció lumínica durant la projecció permetés recrear la majoria de l'espectre cromàtic.
Aquest sistema va ser el precedent d’aquest tipus de tècniques subtractives, que s’anirien patentant i comercialitzant al llarg de les següents dècades. Una destacable també va ser Kodachrome (1915) de la companyia Kodak. Aquest altre sistema, a diferència del Cinecolorgraph, permetia filmar amb qualsevol càmera amb una pel·lícula especial preparada. El seu gran problema va ser que, al tractar-se d’una pel·lícula directament positiva per revelar, la capacitat de copiar la pel·lícula original, els negatius, amb la qual s’havia filmat era impossible i, per tant, no es podien comercialitzar les còpies.
Altres sistemes subtractius bicromàtics van ser: Polychromide (1918), Prizma Color (1919), Multicolor (1928), Ufacolor (1930), Cinecolor (1932), etc.

##### Sistemes tricromàtics

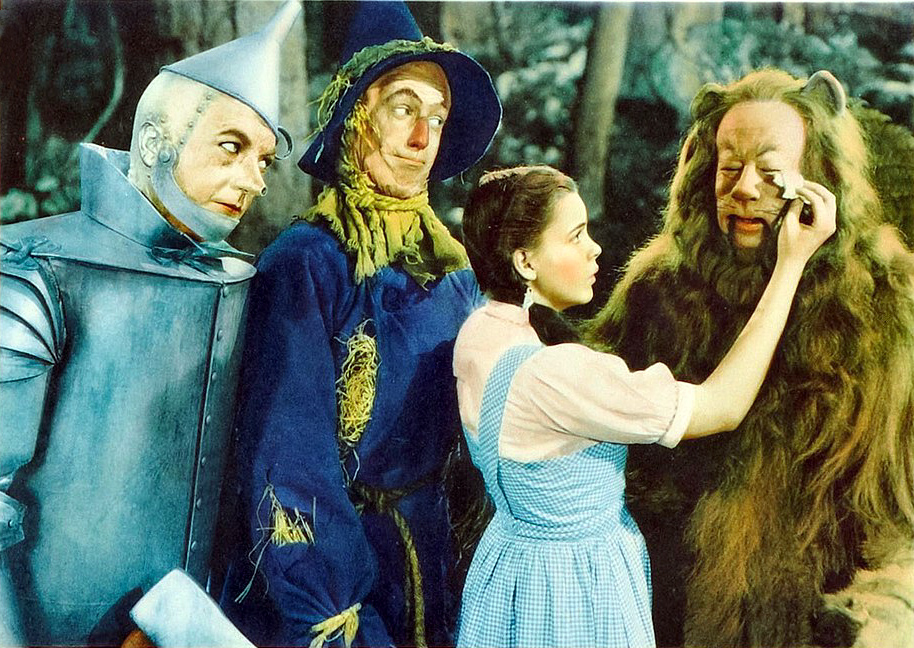
Fotograma de El Mago de Oz (1939) filmada amb Technicolor, on apareixen Judy Garland, Ray Bolger, Jack Haley and Bert Lahr.

Tot i així, l’autèntica tècnica que va revolucionar la coloració al cinema i es va considerar la primera capaç de reproduir l'espectre cromàtic en tota la seva totalitat va ser el primer sistema subtractiu tricromàtic, el Technicolor (1932), creat per l'empresa homònima, fundada per Herbert Kalmus el 1916. Tenint com a precedent altres tècniques bicromàtiques utilitzades durant els anys 1920, no és fins a inicis dels anys 1930 que el sistema subtractiu és perfeccionat fins al punt de poder aplicar els tres colors primaris subtractius: cian, magenta i groc.
Aquesta nova tècnica es basava en la creació d’una càmera filmadora capaç de captar els tres colors subtractius primaris, que podien ser impresos en la pel·lícula i després copiada en sèrie per tal de ser reproduïda en qualsevol projector. El primer en utilitzar aquest sistema de coloració va ser Walt Disney per alguns dels seus films d’animació de la saga Silly Symphonies, Flowers and Trees (1932) i Three Little Pigs (1933). Però, el primer llargmetratge totalment filmat i imprès amb aquesta tècnica va ser La feria de la vanidad (1935), de Rouben Mamoulian.
A partir de llavors, el potencial d’aquest nou sistema va ser explotat per les grans produccions de Hollywood de la dècada, com El camino del Pino Solitario (1936), de Henry Hathaway, Ha nacido una estrella (1937), de William A. Wellman, Lo que el viento se llevó (1939) o El mago de Oz (1939), ambdues de Victor Fleming. Fins i tot es va arribar a aplicar a Europa, amb èxits comercials anglesos com Las cuatro plumas (1939) i El ladrón de Bagdad (1940).

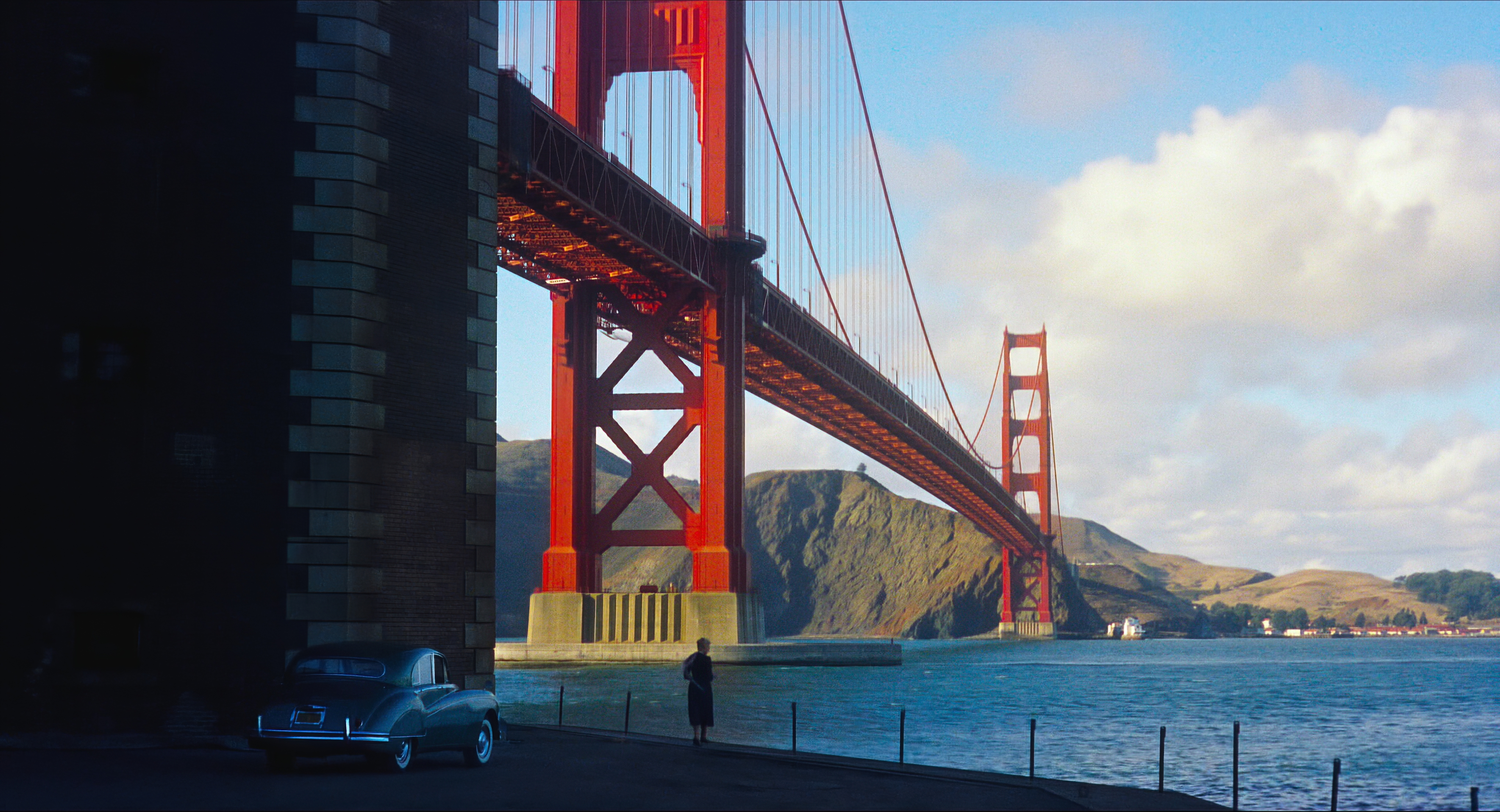
Fotograma de Vertigo (1958), filmada amb Technicolor

Tot i així, l'expansió i generalització d’aquest sistema va ser minvat pels seus defectes. Filmar amb aquest requeria l’ús de càmeres de filmació especials, amb operadors de càmera o assessors especialitzats en color Technicolor, fet que encaria fins a més de la meitat de la producció. És per aquests alts costos i la crisi econòmica de la Segona Guerra Mundial (1939-1945) que la majoria de directors, tant europeus com nord-americans, van seguir rodant en blanc i negre, convertint-se el Technicolor en un mètode exclusiu per a grans produccions.
Fins a la dècada de 1950 aquestes tendències es van mantenir, però el perfeccionament i l'expansió d'altres sistemes de la competència de Kodak i Afga, com Afgacolor (1939) i Eastmancolor (1950), i el desgast dels desavantatges del monopolitzat Technicolor van aconseguir obrir les fronteres i l’accessibilitat de la coloració al mercat cinematogràfic. A partir de llavors, nous mètodes i tècniques es van estendre per tota la indústria fins a arribar a la coloració digital que impera en l’actualitat.

## Com funciona una pel·lícula en color
Una pel·lícula a color està formada per diverses capes diferents que treballen conjuntament per crear la imatge en color. Les pel·lícules de color negatiu proporcionen tres capes de color principals: el registre blau, el registre verd i el registre vermell; cadascun format per dues capes separades que contenen cristalls d'halur de plata i acobladors de colorant. Cada capa de la pel·lícula és tan fina que el compost de totes les capes, a més de la base de triacetat i el suport d'antihalació, és inferior a 0.0003 "(8 μm) de gruix.
Els tres registres de color s'apilen amb un filtre UV a la part superior per evitar que la radiació ultraviolada no visible exposi els cristalls d'halur de plata, que són naturalment sensibles a la llum ultraviolada. A continuació, es mostren les capes ràpides i lentes sensibles al blau, que, quan es desenvolupen, formen la imatge latent. Quan es desenvolupa el cristall d'halogenurs d'argent exposat, es combina amb un gran colorant del seu color complementari. Això forma un "núvol" de tints (com una gota d'aigua sobre una tovallola de paper) que està limitat en el seu creixement mitjançant acoblaments d'alliberament d'inhibidors del desenvolupament (DIR), que també serveixen per a refinar la nitidesa de la imatge processada limitant la mida dels núvols de colorant. Els núvols de tints formats a la capa blava són realment grocs (el color oposat o complementari al blau).
Hi ha dues capes per a cada color; una "ràpida" i una "lenta". La capa ràpida presenta grans més grossos que són més sensibles a la llum que la capa lenta, que té gra fi i és menys sensible a la llum. Els cristalls d'halogenurs de plata són naturalment sensibles a la llum blava, de manera que les capes blaves es troben a la part superior de la pel·lícula i són seguides immediatament per un filtre groc, que impedeix que qualsevol altra llum blava passi cap a les capes verdes i vermelles i esbiaixi aquestes cristalls amb exposició blau extra. A continuació, es mostra el registre sensible al vermell (que forma tints cian quan es desenvolupa); i, a la part inferior, el registre verd sensible, que forma tints magenta quan es desenvolupa. Cada color està separat per una capa de gelatina que impedeix que el desenvolupament de plata en un registre provoqui una formació de colorants no desitjats en un altre. A la part posterior de la base de la pel·lícula hi ha una capa d'antihalació que absorbeix la llum que, d'una altra manera, es reflectiria feblement a través de la pel·lícula per aquesta superfície i generaria halos de llum al voltant de les característiques brillants de la imatge.
Pel que fa a la pel·lícula en color, aquest suport és "rem-jet", una capa de pigmentació negra que no és gelatina que s'elimina en el procés de desenvolupament. Eastman Kodak fabrica pel·lícules en rodets d'amplitud de 54 polzades (1.372 mm). Aquests rotllos es llancen en diverses mides (70 mm, 65 mm, 35 mm, 16 mm) segons sigui necessari.